# Halte Broløs
Halte Broløs (ook bekend als halte Brodløs) is een voormalige spoorweghalte in Denemarken. De halte lag aan de spoorlijn Mariager - Viborg, die in 1927 door de Mariager-Faarup-Viborg Jernbane (MFVJ) was aangelegd.
Bij de opening van de spoorlijn was er door inwoners van Broløs gevraagd om een halte tussen Vester Tørslev en True, maar het duurde nog tot november 1937 voordat de halte daadwerkelijk was aangelegd. In 1945 werd er een wachtruimte geplaatst.
De halte werd in de jaren 60 gebruikt door scholieren die in Mariager op school zaten. Het aantal reizigers zakte uiteindelijk terug naar niet meer dan drie per dag. Op 31 maart 1966 werd het reizigersvervoer tussen Fårup en Mariager beëindigd, waarmee ook de halte Broløs werd opgeheven.
De halte Broløs werd later een stopplaats van de museumlijn Mariager-Handest Veteranjernbane. In de jaren 80 was de halte het decor voor filmopnames.
In 2018 kreeg de halte een nieuw wachtruimte. Het uit 1988 daterende houten gebouwtje was afkomstig van de in 2012 gesloten halte Søvig Sund aan de spoorlijn van Varde naar Tarm. De haltenaam op de wachtruimte is gespeld als Brodløs.